# アレクサンドル・ゲインリフ
アレクサンドル・ルドールファヴィチ・ゲインリフ（Alexander Rudolfovich Geynrikh、1984年10月6日 - ）は、ウズベキスタン・タシュケント州アングレン出身の元サッカー選手。ポジションはFW。
Kリーグ時代の登録名はゲインリヒ（ハングル: 게인리히）。
ドイツ系で、姓はドイツ語でハインリヒ(Heinrich)に由来する。
前線でのキープ力を生かして組み立てに参加することが多い。クラブ、代表ともにプレースキッカーを務めるなど技術の高い選手である。

## 経歴

### クラブ
2001年、ドゥストリク・タシュケントでキャリアを始めた。2002年、FCパフタコール・タシュケントに移籍。23試合で9得点を挙げる活躍をし、18歳ながらにしてウズベキスタン年間最優秀サッカー選手賞を獲得した。この活躍が認められて、2003年にはロシアのPFC CSKAモスクワに移籍を果たすもCSKAでは2試合の出場に留まり、2005年にパフタコールに復帰。2011年、韓国の水原三星ブルーウィングスに移籍した。韓国でのデビュー戦となったFCソウルとのダービーマッチでは1得点を決めた。2012年6月14日、ウズベキスタン代表で同僚のティムル・カパーゼと共にカザフスタンのFCアクトベに移籍をした。

### 代表
2002年5月14日、スロバキア代表との親善試合でウズベキスタン代表デビューを果たした(この試合ではティムル・カパーゼもデビューしている)。同年9月7日のJFL選抜との親善試合では決勝ゴールを決めた。AFCアジアカップ2011ではウズベキスタン最高位となる4位進出に貢献した。

## 所属クラブ
- ドゥストリク・タシュケント 2001
- パフタコール 2002
- PFC CSKAモスクワ 2003-2004
- パフタコール 2005
- トルペド・モスクワ 2005-2006
- パフタコール 2007-2011
- 水原三星ブルーウィングス 2011
- エミレーツ・クラブ 2012
- FCアクトベ 2012-2014
- PFCロコモティフ・タシュケント 2014
- FCオルダバス 2015-2017

## タイトル

### クラブ
- FCパフタコール・タシュケント
  - ウズベク・リーグ：3 (2002, 2005, 2007)
  - ウズベキスタン・カップ：3 (2002, 2005, 2007)
- PFC CSKAモスクワ
  - ロシア・プレミアリーグ：1 (2003)

### 個人
- ウズベキスタン年間最優秀選手賞：1 (2002)